# Lijst van burgemeesters van Hulst
Dit is een lijst van burgemeesters van de Nederlandse gemeente Hulst in de provincie Zeeland.
| Ambtsperiode | Naam burgemeester                                          | Leefde    | Partij of stroming | Bijzonderheden                                                                               |
| ------------ | ---------------------------------------------------------- | --------- | ------------------ | -------------------------------------------------------------------------------------------- |
| 1796 - 1797  | Josse/Judocus van Millen                                   | 1750-1826 |                    | agent municipal                                                                              |
| 1797 - 1799  | Jean Baptiste Timmerman                                    | 1756-1817 |                    | agent municipal                                                                              |
| 1799 - 1800  | Dominique Joseph Voet                                      | 1767-1838 |                    | agent municipal/maire                                                                        |
| 1800 - 1807  | Pierre Jean Adrien Sobels                                  | 1757-1815 |                    | maire, tevens notaris                                                                        |
| 1808 - 1830  | Hendrik Ferdinand van Raden                                | 1761-1833 |                    | van 1808-1814 maire, vanaf 1815 president-burgemeester en vanaf 1824 burgemeester            |
| 1815 - 1823  | dr. Isaac Henrij Gallandat                                 | 1760-1823 |                    | eerder adjunct maire, tevens lid van provinciale staten van Zeeland                          |
| 1830 - 1831  | Andreas Fruijtier                                          | 1777-1849 |                    | 23 oktober 1830-11 januari 1831 (Belgische Revolutie)                                        |
| 1831 - 1833  | Heinrich Ferdinand baron von Rade                          | 1761-1833 |                    | baron sinds 13 oktober 1831                                                                  |
| 1833 - 1850  | Jacobus Levinus van Dortmond                               | 1788-1850 |                    |                                                                                              |
| 1850 - 1873  | Philippus Petrus Thomas Pierssens                          | 1794-1873 |                    | eerder gemeentesecretaris/ontvanger van Boschkapelle                                         |
| 1874 - 1887  | Charles Cornelis Philippus Pierssens                       | 1825-1887 |                    | zoon van zijn voorganger, tevens lid van provinciale staten van Zeeland                      |
| 1888 - 1893  | Ludovicus Josephus Maria van Waesberghe                    | 1844-1903 |                    | later lid van gedeputeerde staten van Zeeland                                                |
| 1893 - 1925  | Franciscus Josephus Ludovicus Maria (Frans) van Waesberghe | 1868-1934 |                    | zoon van zijn voorganger, tevens lid van provinciale staten van Zeeland                      |
| 1925 - 1943  | Bernard Antonius Theodore Maria Truffino                   | 1896-1965 |                    | schoonzoon van zijn voorganger; geschorst door Duitse bezetter, vervolgens ondergedoken      |
| 1943 - 1944  | C. van Rooy                                                |           |                    |                                                                                              |
| 1944 - 1944  | Cyrillus van Duyse                                         | geb. 1897 | NSB                | waarnemend, tevens burgemeester van Clinge                                                   |
| 1944 - 1944  | Jan Hettema                                                | 1904-1945 | NSB                |                                                                                              |
| 1944 - 1946  | P. Blommaert                                               |           |                    |                                                                                              |
| 1946 - 1954  | Bernard Antonius Theodore Maria Truffino                   | 1896-1965 | KVP                |                                                                                              |
| 1955 - 1964  | Albertus Ludovicus Seraphinus (Albert) Lockefeer           | 1899-1977 | KVP                | eerder raadslid van Hulst, lid van provinciale staten en van gedeputeerde staten van Zeeland |
| 1964 - 1984  | Perus Joannes Gerardus (Peter) Molthoff                    | 1923-2025 | KVP / CDA          | was waarnemend burgemeester van Vogelwaarde                                                  |
| 1985 - 1990  | Frans (F.A.W.) Jacobs                                      | geb. 1939 | CDA                | was burgemeester van Kessel en Neer, werd burgemeester van Veldhoven                         |
| 1991 - 2003  | Antoine Alcide Louis Guillaume Marie Kessen                | geb. 1947 | VVD                | deels waarnemend; was burgemeester van Hontenisse                                            |
| 2003 - 2022  | Johannes Frans (Jan-Frans) Mulder                          | geb. 1955 | CDA                | was burgemeester van Axel                                                                    |
| 2022 - heden | Ilona (I.M.M.) Jense-van Haarst                            | geb. 1979 | VVD                |                                                                                              |